# Крістіан Думітру Крішан
Крістіан Думітру Крішан (рум. Cristian Dumitru Crişan; нар. 11 жовтня 1981, Регін) — румунський греко-католицький єпископ, апостольський візитатор для вірних Румунської греко-католицької церкви в Західній Європі від 9 квітня 2018 року; з 22 січня 2020 року єпископ-помічник архієпархії Фаґараша і Альба-Юлії і титулярний єпископ Абули.

## Життєпис
Народився 11 жовтня 1981 року в Регіні, повіт Муреш, Румунія. З 2000 по 2003 рік вивчав богослов'я в Блажі. Отримав скерування на студії до Риму, де у 2007 році здобув бакалаврат з богослов'я в Папському інституті святого Ансельма. 11 травня 2008 року отримав священичі свячення. У 2010 році здобув ліценціят з канонічного права в Папському Латеранському університеті, а в 2012 році захистив докторську дисертацію в цьому університеті.
З 2012 року є парохом румунської греко-католицької парафії святого Георгія в Парижі і ректором греко-католицької місії у Франції. З 2013 року виконує обов'язки нотаріуса Синоду єпископів Румунської греко-католицької церкви. З 2014 року також є захисником подружнього вузла в провінційному трибуналі першої інстанції Паризької архідієцезії, а з 2016 року — суддею цього трибуналу.
У 2016—2017 роках навчався на Факультеті педагогічних наук Паризького католицького інституту.
Крім рідної румунської мови володіє французькою, італійською та англійською мовами.
9 квітня 2018 року папа Франциск призначив о. Крістіана Думітру Крішана апостольським візитатором для вірних Румунської греко-католицької церкви в Західній Європі.

## Єпископ
22 січня 2020 року папа Франциск дав свою згоду на канонічний вибір о. Крістіана Дімітру Крішана єпископом-помічником архієпархії Фаґараша і Альба-Юлії, який здійснив синод єпископів Румунської греко-католицької церкви, і надав йому титул єпископа Абули.